# Савіна Лариса Анатоліївна
Лариса Анатоліївна Савіна (рос. Лариса Анатольевна Савина; нар. 25 листопада 1970, Жезказган, Карагандинська область, Казахська РСР) — радянська та російська футболістка казахського походження, півзахисниця. Виступала за національну збірну Росії, майстриня спорту з футболу. Виступала за команди: ЦСК ВПС, «Енергію», «Енергетик-КМВ», «Ладу» та СКА (Ростов-на-Дону). Старший брат Віталій — олімпійський чемпіон 1988 року в легкоатлетичній естафеті 4×100 м.

## Життєпис
Перший вихід на поле був за команду «Сільгоспенергопроект» (Алмати). У 18 років прийшла у команду «Грація», з якою залишалася до 2001 року — змінила разом із командою країни (Казахстан, Росія), міста (Алмати, Тольятті, Самара) та назви («СКА-Мерей», ЦСК ВПС). З 1992 по 2000 рік провела в чемпіонатах Росії за ЦСК ВПС 169 матчів та відзначилася 94-ма голаи та 11-ма голами у розіграшах кубку Росії (найкращий бомбардир ЦСК ВПС у чемпіонатах та кубках Росії). У 2001 році перейшла у воронезьку «Енергію». З серпня 2002 року переїхала до Кисловодська. У сезоні 2003 року стала найкращим бомбардиром клубу «Енергетик-КМВ» — 14 м'ячів. З 2004 року виступала за тольяттинську «Ладу», відзначалася голами у Кубку УЄФА та у фіналі Італійського жіночого кубку (2004 — клубу «Торрес»).
За весь час виступів у чемпіонатах Росії відзначилася 131-м голом (одним голом відзначилася 2004 року в чемпіонаті «Рязані-ТНК»), але за феміністичною ознакою не включена до «Клубу Григорія Федотова».
Лариса Савіна першою у чемпіонатах Росії у вищому дивізіоні забила:
- «пента-трик» (5 м'ячів в одному матчі) в матчі «Сніжана» (Люберці) — ЦСК ВПС 0:6 (1 липня 1992);
- «дека-трик» (10 м'ячів в одному матчі) у матчі ЦСК ВПС — «Росія» (Хотьково) 13:1 (4 липня 1993);
- «покер» (4 м'ячі в одному матчі) в матчі ЦСК ВПС — «Калужанка» (Калуга) — 8:0 (5 серпня 1995).

## Досягнення
| командні - / Чемпіонат Росії - Чемпіон (4): 1993, 1994, 1996, 2004 - Срібний призер (6): 1992, 1995, 1997, 1998, 2001, 2005 - Бронзовий призер (2): 1999, 2000 - Кубок Росії - Володар (3): 1994, 2001, 2004 - Фіналіст (2): 1995, 1996 - Italy Women's Cup - Володар (1): 2005 - Фіналіст (2): 2004, 2006 - Кубок чемпіонів Співдружності серед жіночих команд - Володар (1): 1996 | особисті - найкращий бомбардир: - чемпіонату Росії (2): 1992, 1993 - ЦСК ВПС — 94 м'ячів та «Енергетик-КМВ» — 15 м'ячів - рекорд результативності в офіційному матчі: 10 м'ячів — перший та єдиний «пента-трик» у вищій лізі - за підсумками дев'яти сезонів входила до списку «33 найкращих футболісток країни Росії»: 1992, 1993, 1994, 1997, 1999, 2000, 2003, 2004 и 2005 |